# Samsung Galaxy Tab S7
Samsung Galaxy Tab S7, Galaxy Tab S7+ та Galaxy Tab S7 FE (Galaxy Tab S7 Fan Edition) — планшети, розроблені Samsung Electronics. Tab S7 і Tab S7+ були анонсовані 5 серпня 2020 під час заходу Unpacked тоді, коли Tab S7 Fan Edition — 25 травня 2021.

## Дизайн
Tab S7 зберіг дизайн, аналогічний до свого попередника. Однак розміри екрана були збільшені до 11 та 12,4-дюймів. Планшети представлені в чотирьох нових кольорах: містичні чорний, срібний, бронзовий та військово-морський.

## Специфікації

### Дисплей
Galaxy Tab S7 оснащений 11-дюймовим 2560 × 1600 РК-дисплеєм, а Tab S7+ — 12,4-дюймовим 2800 × 1752 OLED. Обидва пристрої мають 120 Гц.

### Чіп
Обидва планшети оснащені чіпом Qualcomm Snapdragon 865+. SoC заснований на технологічному вузлі 7 нм. Планшети також оснащені графічним процесором Adreno 650.

### Пам'ять
Galaxy Tab S7 та Tab S7+ доступні у варіантах 128, 256 та 512 ГБ, хоча в деяких регіонах є не всі варіанти ємності. 1 ТБ розширення можна додати за допомогою картки microSD. Базовий обсяг ОЗУ становить 6 ГБ із можливістю збільшення до 8 ГБ

### Батарея
У Galaxy Tab S7 і Tab S7+ використовуються незнімні літій-іонні батареї ємністю 8000 мАч і 10090 мАч відповідно. Він також підтримує швидку зарядку 45 В.

### Мережа
Обидва планшети мають підтримку 5G. Також є варіант лише з Wi-Fi.

### Камери
Обидва планшети оснащені двома задніми камерами. Ширококутний об'єктив — 26-міліметрова 13-мегапіксельна з діафрагмою.

### S-Pen
Одинаковий із Samsung Galaxy Note 20, має затримку до 9 мс.

### Операційна система
Galaxy Tab S7 та S7+ поставляються з Android 10 з One UI 2. Він також підтримує Samsung DeX.